# Federico Rampini
Federico Rampini (Genova, 25 marzo 1956) è un giornalista e saggista italiano naturalizzato statunitense; è editorialista del Corriere della Sera da New York, ed è stato vicedirettore de Il Sole 24 Ore e dal 1997 al 2021 corrispondente estero per la Repubblica.

## Biografia
Nato a Genova, si trasferisce con la famiglia a Bruxelles, dove suo padre lavorava per la neonata Comunità europea. Federico frequenta quindi la scuola europea di Bruxelles-Uccle. Rientra in Italia nel 1974 e frequenta l'Università Luigi Bocconi di Milano, dove studia economia politica per quattro anni, senza laurearsi. Poi si trasferisce all'Università La Sapienza di Roma, dove supera alcuni esami sempre senza conseguire la laurea. Dal 1974 al 1984 è iscritto al Partito Comunista Italiano. Rampini è sposato con Stefania, con la quale ha due figli, l'attore Jacopo Rampini e Costanza Rampini, docente universitaria di scienze ambientali in California. Residente negli Stati Uniti d'America dal 2000, nel 2014 ha acquisito la cittadinanza statunitense.

### Attività giornalistica

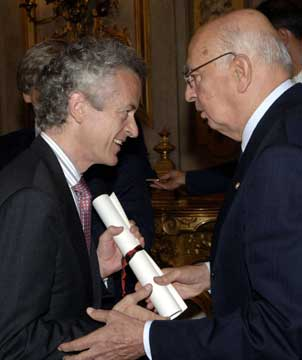
Il Presidente Giorgio Napolitano consegna a Rampini il Premio Saint Vincent per il giornalismo 2006 (28 settembre 2006)

La sua attività di giornalista inizia nel 1977 a Città futura, settimanale della Federazione Giovanile Comunista Italiana (FGCI) il cui segretario era Massimo D'Alema. Dal 1979 al 1982 scrive come redattore economico-sindacale per il settimanale del PCI Rinascita. Nel 1982 Rampini passa a Mondo Economico (settimanale del Sole 24 Ore) poi a L'Espresso (1982-1986), successivamente torna al Il Sole 24 Ore come corrispondente dalla Francia (1986-1991), diventandone quindi vicedirettore (1991-1995).
Nel 1995 viene chiamato da Eugenio Scalfari nella redazione del quotidiano la Repubblica, prima a capo della redazione milanese, quindi come corrispondente da Bruxelles (1997-2000), San Francisco (2000-2004, periodo nel quale racconta la prima rivoluzione di Internet in atto nella Silicon Valley), Pechino (2004-2009), e dal 2009 New York.
Ha seguito come inviato i vertici internazionali (G-7, G-20, NATO, Apec-Asean, World Economic Forum di Davos) e diversi viaggi di Barack Obama e Donald Trump, in quanto accreditato presso la Presidenza degli Stati Uniti d'America come corrispondente alla Casa Bianca.
È membro del Council on Foreign Relations, tra i più importanti think tank di geopolitica e geoeconomia statunitensi con sedi a New York e Washington. È consulente della Chumir Foundation for Ethics in Leadership, think tank canadese per il quale ha collaborato a organizzare il Congresso di Vienna 2015.
Nel 2012, nel saggio Non ci possiamo più permettere uno Stato sociale. Falso!, Rampini sostiene che la teoria monetaria moderna (o neo-cartalismo, considerato dai critici una mera descrizione del sistema monetario dalla fine del sistema aureo) "ha l'ambizione di essere la vera erede del pensiero di Keynes, adattato alle sfide del XXI secolo".
Tiene conferenze in italiano, inglese e francese ed è autore di saggi tradotti in diverse lingue, tra i quali figurano Il secolo cinese, L'impero di Cindia, La speranza indiana. Tra i più recenti: Le linee rosse (Mondadori), Quando inizia la nostra storia (Mondadori), La notte della sinistra. Da dove ripartire (Mondadori).
Nel 2013 mette in scena lo spettacolo teatrale Occidente Estremo, vi racconto il nostro futuro, di cui è l'autore e l'interprete insieme con i musicisti Gianna Fratta, Dino De Palma e Veronica Granatiero. Nel 2014 crea lo spettacolo All you need is love (l'economia spiegata con i Beatles), affiancato dalla cantante Roberta Giallo e dal maestro Valentino Corvino. Nel 2017 crea lo spettacolo Trump Blues, presentato al Festival dei Due Mondi di Spoleto e scritto a quattro mani con suo figlio, l'attore Jacopo Rampini.
Nel 2018 porta in scena Le Linee Rosse, lo spettacolo tratto dall'omonimo libro che racconta a teatro la geopolitica e le trasformazioni dell'attualità mondiale seguendo il tracciato delle carte geografiche, sovrapponendole e interpretando numeri e linee di confine.
Nel 2019 ha esordito la conferenza-spettacolo Quando inizia la nostra storia, con la regia dei documentaristi Alessandro Rossi e Michele Mellara. Tra letture del passato e racconti dei suoi viaggi e degli eventi vissuti da testimone, interpreta la storia attraverso alcune date-chiave, per fare luce sui legami tra eventi del passato e il nostro presente. Le due ultime video-performance nella versione inglese e francese sono state in tournée a Parigi, Chicago, Los Angeles, San Francisco, Philadelphia, e alla Baruch University di New York.
Nell'ottobre 2021 è stato prepensionato dal quotidiano la Repubblica, iniziando poi a scrivere per il Corriere della Sera dal 1º novembre.

### Controversie
Rampini è stato accusato a inizio 2015 su Twitter dalla traduttrice Marion Sarah Tuggey di avere in alcuni casi basato i propri articoli e saggi su traduzioni e riduzioni di articoli e reportage di quotidiani come il New York Times e il Financial Times. Tra questi, un'intervista con Vandana Shiva, che secondo i critici non sarebbe mai avvenuta ma sarebbe stata prodotta tramite traduzione parziale e riadattamento di un post da blog comparso sul sito dell'autrice. Alle accuse di Marion Sarah Tuggey su Twitter sono stati dedicati articoli dalle testate Il Giornale e Libero. I critici non hanno dichiarato di aver verificato se Vandana Shiva fosse stata intervistata da Rampini o gli avesse concesso di riprodurre le sue argomentazioni già pubblicate altrove, né Rampini l'ha mai sostenuto per difendersi dall'accusa di plagio.

## Premi e riconoscimenti
- Premio Acqui Storia sezione divulgativa, 2005[12]
- Premio Luigi Barzini per il giornalismo, 2005[13]
- Premio Saint Vincent, 2006[14]
- Premio giornalistico Amerigo, 2011[15]
- Premio Ernest Hemingway, 2019[16]
- Riconoscimento Gianni Granzotto, uno stile nell'informazione, 2023
- Premio Biagio Agnes 2024 per la categoria Giornalista Scrittore per il libro La speranza africana[17]

## Pubblicazioni
- La comunicazione aziendale. All'interno dell'impresa, nel contesto sociale, nel quadro europeo, Milano, ETAS libri, 1990, ISBN 88-453-0404-3
- Il crack delle nostre pensioni, Milano, Rizzoli, 1994, ISBN 88-17-84362-8.
- Imprenditori italiani nel mondo. Ieri e oggi, con Duccio Bigazzi (a cura di), Milano, Libri Scheiwiller, 1996, ISBN 88-7644-241-3.
- Germanizzazione. Come cambierà l'Italia, Roma, Laterza, 1996, ISBN 88-420-4909-3.
- Kosovo. Gli italiani e la guerra, intervista a Massimo D'Alema, Milano, Mondadori, 1999, ISBN 88-04-47302-9.
- Per adesso. Intervista con Carlo De Benedetti, Milano, Longanesi, 1999, ISBN 88-304-1473-5.
- New economy. Una rivoluzione in corso, Roma, Laterza, 2000, ISBN 88-420-6110-7.
- Dall'euforia al crollo. La seconda vita della new economy, Roma, Laterza, 2001, ISBN 88-420-6821-7.
- Effetto euro, Milano, Longanesi, 2002, ISBN 88-304-1934-6.
- Le paure dell'America, Collana I Robinson.Letture, Milano, Longanesi, 2003, ISBN 88-420-7167-6.
- San Francisco-Milano, Collana Contromano, Roma, Laterza, Laterza 2004, ISBN 88-420-7441-1.
- Tutti gli uomini del presidente. George W. Bush e la nuova destra americana, Collana Le sfere, Roma, Carocci, 2004, ISBN 88-430-3013-2.
- Il secolo cinese. Storie di uomini, città e denaro dalla fabbrica del mondo, Milano, Mondadori, 2005, ISBN 88-04-54482-1.
- L'impero di Cindia. Cina, India e dintorni: la superpotenza asiatica da tre miliardi e mezzo di persone, Collana Strade blu, Milano, Mondadori, 2006, ISBN 88-04-55130-5.
- L'ombra di Mao. Sulle tracce del grande timoniere per capire il presente di Cina, Tibet, Corea del Nord e il futuro del mondo, Milano, Mondadori, 2006, ISBN 88-04-56048-7.
- La speranza indiana. Storie di uomini, città e denaro dalla più grande democrazia del mondo, Collana Strade blu, Milano, Mondadori 2007, ISBN 88-04-57298-1.
- Centomila punture di spillo. Come l'Italia può tornare a correre, con Carlo De Benedetti e Francesco Daveri, Collana Strade blu, Milano, Mondadori 2008, ISBN 88-04-58366-5.
- Con gli occhi dell'Oriente, Milano, A. Mondadori scuola, 2009.
- Le dieci cose che non saranno più le stesse. Tutto quello che la crisi sta cambiando, Roma, Gruppo editoriale L'Espresso, 2009.
- Slow Economy. Rinascere con saggezza. Tutto quello che noi occidentali possiamo imparare dall'Oriente, Collana Strade blu, Milano, Mondadori 2009. ISBN 978-88-04-59368-3.
- Occidente estremo. Il nostro futuro tra l'ascesa dell'impero cinese e il declino della potenza americana, Collana Strade blu, Milano, Mondadori 2010. ISBN 978-88-04-60333-7[18]
- San Francisco-Milano. Un italiano nell'altra America, Collana I Robinson.Letture, Roma-Bari, Laterza, 2011, ISBN 978-88-420-9517-0.
- Alla mia sinistra. Lettera aperta a tutti quelli che vogliono sognare insieme a me, Collana Strade blu, Milano, Mondadori, 2011, ISBN 978-88-04-61372-5.
- "Non ci possiamo più permettere uno Stato sociale”. Falso!, Collana Idòla, Roma-Bari, Laterza, 2012, ISBN 978-88-420-9502-6.
- Voi avete gli orologi, noi abbiamo il tempo. Manifesto generazionale per non rinunciare al futuro, Collana Strade blu, Milano, Mondadori, 2012, ISBN 978-88-04-62518-6.
- Banchieri. Storie dal nuovo banditismo globale, Collana Strade blu, Milano, Mondadori, 2013, ISBN 978-88-04-63350-1.
- Giorgio Napolitano, La via maestra. L'Europa e il ruolo dell'Italia nel mondo. Conversazione con Federico Rampini, Collana Ingrandimenti, Milano, Mondadori, 2013, ISBN 978-88-046-3247-4.
- Vi racconto il nostro futuro. Con DVD. Occidente estremo, lo spettacolo teatrale. Libro + DVD, Collana Strade blu, Milano, Mondadori, 2014, ISBN 978-88-046-3863-6.
- La trappola dell'austerity. Perché l'ideologia del rigore blocca la ripresa, Roma-Bari, Laterza, 2014, ISBN 978-88-581-1163-5.
- Rete padrona. Amazon. Apple, Google & co. Il volto oscuro della rivoluzione digitale, Milano, Feltrinelli, 2014, ISBN 978-88-07-07036-5.
- All you need is love. L'economia spiegata con le canzoni dei Beatles, Collana Strade blu, Milano, Mondadori, 2014, ISBN 978-88-04-64590-0.
- L'età del caos. Viaggio nel grande disordine mondiale, Collana Strade blu, Milano, Mondadori, 2015, ISBN 978-88-04-65807-8.
- Banche: possiamo ancora fidarci?, Collana Strade blu, Milano, Mondadori, 2016, ISBN 978-88-04-66140-5.
- Il tradimento. Globalizzazione e immigrazione, le menzogne delle élite, Collana Strade blu, Milano, Mondadori, 2016, ISBN 978-88-04-67241-8.
- Le linee rosse. Uomini, Confini, Imperi: le carte geografiche che raccontano il mondo in cui viviamo, Collana Strade blu, Milano, Mondadori, 2017, ISBN 978-88-04-68358-2.
- Quando inizia la nostra storia. Le grandi svolte del passato che hanno disegnato il mondo in cui viviamo, Collana Strade blu, Milano, Mondadori, 2018, ISBN 978-88-04-70529-1.
- La notte della sinistra. Da dove ripartire, Collana Strade blu, Milano, Mondadori, 2019, ISBN 978-88-04-71340-1.
- L'oceano di mezzo. Un viaggio lungo 24.539 km, Collana I Robinson, Roma-Bari, Laterza, 2019, ISBN 978-88-581-3687-4.
- La seconda guerra fredda. Lo scontro per il nuovo dominio globale, Collana Strade blu, Milano, Mondadori, 2019, ISBN 978-88-047-1873-4.
- I cantieri della storia. Ripartire, ricostruire, rinascere, Collana Strade blu, Milano, Mondadori, 2020, ISBN 978-88-047-3228-0.
- Fermare Pechino. Capire la Cina per salvare l'Occidente, Collana Strade blu, Milano, Mondadori, 2021, ISBN 978-88-047-4305-7.
- Suicidio occidentale. Perché è sbagliato processare la nostra storia e cancellare i nostri valori, Collana Strade blu. Non fiction, Milano, Mondadori, 2022, ISBN 978-88-047-3832-9.
- America. Viaggio alla riscoperta di un Paese, Collana Saggi, Milano, Solferino, 2022, ISBN 978-88-282-0909-6.
- Il lungo inverno. False apocalissi, vere crisi ma non ci salverà lo Stato, Collana Strade blu, Milano, Mondadori, 2022, ISBN 978-88-047-5522-7.
- La speranza africana. La terra del futuro concupita, incompresa, sorprendente, Collana Strade blu, Milano, Mondadori, 2023, ISBN 978-88-047-7644-4.
- Il nuovo impero arabo. Come cambia il Medio Oriente e quale ruolo avrà nel nostro futuro, Collana Saggi, Milano, Solferino, 2024, ISBN 978-88-282-1448-9.
- Grazie, Occidente! Tutto il bene che abbiamo fatto, Collana Strade blu. Non fiction, Milano, Mondadori, 2024, ISBN 978-88-047-7645-1.
- Il gioco del potere, con Jacopo Rampini, Collana Strade Blu, Milano, Mondadori, 2025, ISBN 978-88-04-79034-1.